# 유튜브 스페이스

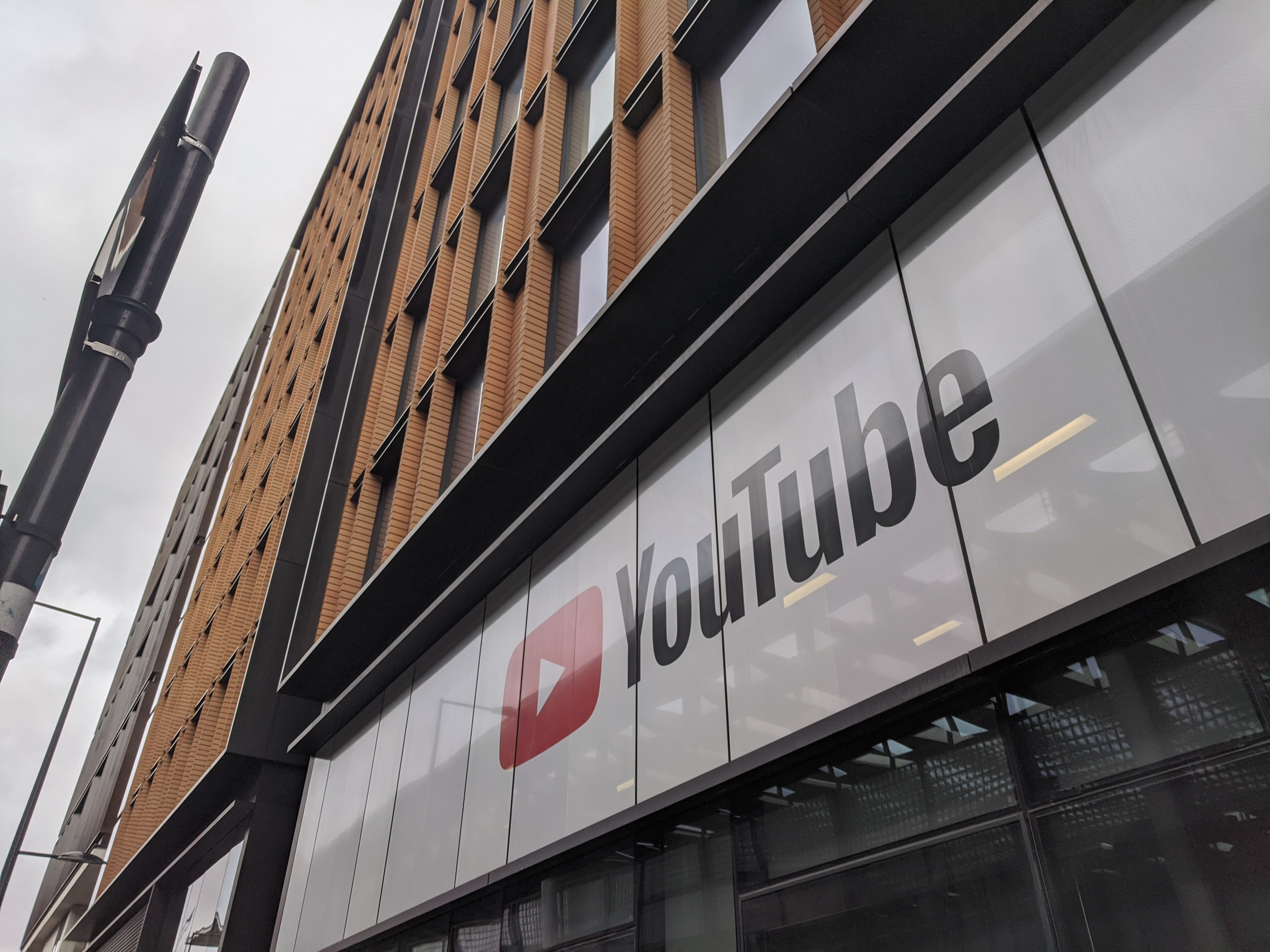
킹 크로스의 유튜브 스페이스 외관

유튜브 스페이스(YuoTube Space)는 비디오 호스팅 플랫폼 유튜브에서 주최하는 콘텐츠 제작자를 돕기 위해 고안된 가상 및 팝업 이벤트에 부여된 이름이다.
원래 유튜브 스페이스는 콘텐츠 제작자가 콘텐츠 제작 방법을 배우고 유튜브 채널용 콘텐츠를 만들 수 있는 시설을 제공할 수 있도록 유튜브에서 제공한 물리적인 장소였다. 자격을 갖춘 콘텐츠 제작자는 유튜브에서 제공하는 장비, 스튜디오 공간, 포스트 프로덕션 시설, 교육 및 워크숍을 포함하여 유튜브 스페이스를 완전히 무료로 사용할 수 있다. 전 세계에 10개의 실제 유튜브 스페이스가 있었다. 첫 번째 유튜브 스페이스는 2012년 구글의 런던 킹스 크로스(Kings Cross) 사무실에서 열렸다. 이러한 물리적 위치는 COVID-19 전염병으로 인해 2020년에 일시적으로 폐쇄되었지만 2021년 2월 18일 유튜브 최고 비즈니스 책임자인 로버트 카인클(Robert Kyncl)은 베를린, 런던, 로스앤젤레스, 뉴욕, 파리, 리우데자네이루, 도쿄의 물리적 유튜브 스페이스가 영구적으로 폐쇄된다고 발표했다. 실제 유튜브 스페이스는 상파울루, 뭄바이, 두바이에서 계속 개방되어 있다.